# Johann Wigerinck

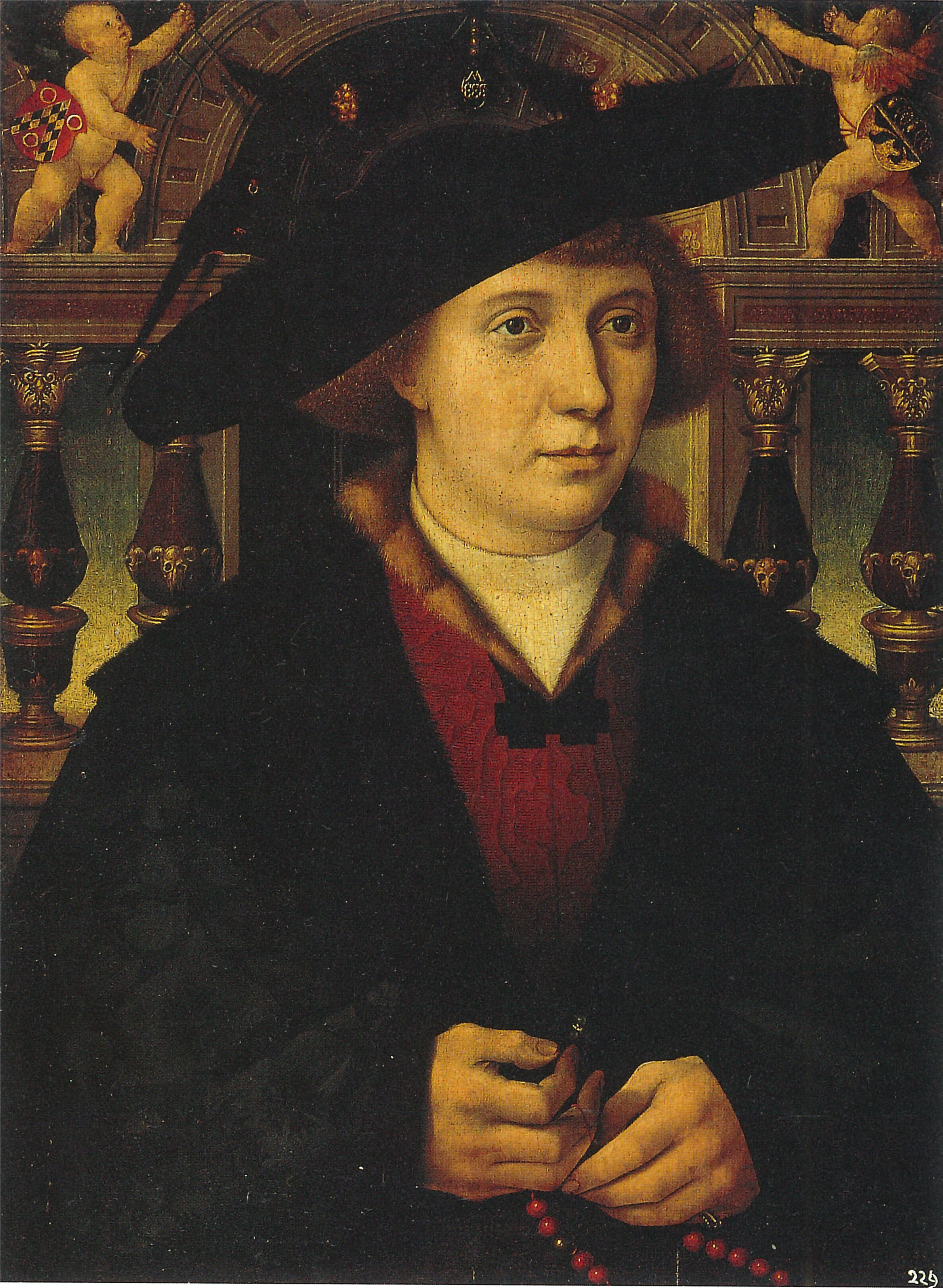
Johann Wigerinck, Porträt von Jacob van Utrecht (1525)

Johann Wigerinck, auch Wiggerinck, Wiggeringk o. ä. (* wohl 1501 in Lübeck; † Ende Januar 1563) war ein deutscher Kaufmann.

## Leben
Johann Wigerinck war der älteste Sohn und eins von mindestens acht überlebenden Kindern des vermögenden Lübecker Fernhandelskaufmanns, Bankiers und Mäzens Godart Wigerinck aus dessen zweiter Ehe mit Anna, geb. Claholt († 14. Januar 1510), Tochter des Ratsherrn Hermann Claholt. Die erste Ehefrau seines Vaters, Anna Prume, war am 4. Juli 1497 verstorben. Da Johann Wigerinck 1526 die Volljährigkeit erreichte, die damals erst mit 25 Jahren eintrat, lässt sich daraus schließen, dass er 1501 geboren wurde. Der Domherr Hieronymus Wigerinck († 1549), der „durch unordentliches Leben“ auffällig wurde, war sein jüngerer Bruder. Ein weiterer Bruder, Hermann, war seit spätestens 1531 als Bürger und Kaufmann in Danzig ansässig, erscheint aber 1544 wieder als Lübecker Bürger und kaufte 1548 ein Haus in der Holstenstraße. Von einem vierten Bruder, Godart, ist nur bekannt, dass er in die Greveradenkompanie eintrat, in Lübeck blieb und 1550 starb. Die Schwester Kunneke heiratete in die Familie des Geschäftspartners Claus Lüdinghusen ein, mindestens eine weitere Schwester wurde Nonne. Daneben gab es möglicherweise noch Halbgeschwister aus den anderen drei Ehen des Vaters.
Nach dem Tod seines Vaters 1518 führte zunächst der Testamentsvollstrecker und Nürnberger Teilhaber der Handelsgesellschaft, Jörg Baier d. J., die Geschäfte weiter. Mit Johann Wigerinck und dem späteren Lübecker Ratsherrn Claus Lüdinghusen († 1528) gründete Baier eine neue Handelsgesellschaft, die weiterhin mit Kupfer handelte und dabei enge Beziehungen zum Handelshaus Fugger in Augsburg und Nürnberg unterhielt, das ab 1525 von Anton Fugger geleitet wurde. Schon 1520 wurde Wigerinck in die Leonhardsbruderschaft aufgenommen, in der auch seine Eltern Mitglieder gewesen waren. In die Greveradenkompanie trat er ein, als er 1526 für mündig erklärt wurde. Spätestens 1525 war er auch Mitglied der Bruderschaft Mariae Verkündigung, die für die Marientiden in der Marienkirche verantwortlich war.
Ende der 1520er Jahre schloss er sich den Lutheranern an. 1529 vertrat er gemeinsam mit dem Schwedenkaufmann Harmen Israhel, einem der führenden Evangelischen in der Stadt, die Schuldner eines Hans Mensing gegen dessen Erben. 1530 wurde er Mitglied im Bürgerausschuss, der wegen der Zahl seiner Mitglieder auch 64er Ausschuss genannt wurde. Der Ausschuss beschloss am 30. Juni 1530 die Einführung der Reformation in Lübeck und lud Johannes Bugenhagen ein, eine Kirchenordnung auszuarbeiten. 1531 leitete der Ausschuss eine Ratsumbildung ein, Wigerinck gehörte aber weder 1531 noch 1533 zu den insgesamt 18 Ausschussmitgliedern, die in den Rat gelangten. 1532 beteiligte er sich an der Auflösung des St.-Annen-Klosters, zu dessen Stiftern sein Vater gehört hatte, indem er die Rückreise einiger Nonnen aus dem Mutterkloster Steterburg in ihr Stammkloster organisierte.
Mit dem Ende der Wullenwever-Zeit in Lübeck trat der 64er-Ausschuss 1535 zurück. Unter der unruhigen Wullenwever-Zeit und der Niederlage Lübecks in der Grafenfehde scheint auch Wigerincks Beziehung zu Fugger gelitten zu haben, denn diese teilten Gustav I. Vasas Hofmarschall Albrecht Silstrang (Sylstrangk) mit, sie hätten Johann Wigerinck zu Lübeck „vor etlichen Jahren in ihren Sachen gebraucht“, würden ihn aber „aus redlichen Ursachen … gar nicht mehr brauchen“. Das hing wahrscheinlich damit zusammen, dass Gustav Vasa in der Auseinandersetzung um die Schulden, die er bei Israhel und anderen Lübeckern hatte, 1533 alle Privilegien für Lübecker Kaufleute zurückzog und damit der Handel zwischen Schweden und Lübeck bis mindestens 1536 völlig abbrach. Abgesehen von dem Schwedenhandel bestanden die Geschäftsverbindungen zwischen Wigerinck und den Fugger auch weiterhin, was zumindest für 1541 belegt ist.
Wigerinck investierte auch in Immobilien. Er erscheint in den 1530er und 1540er Jahren mehrfach im Lübecker Niederstadtbuch. 1541 gehört er zu den Gläubigern des bankrotten und durch Suizid gestorbenen Grundstücksspekulanten Diedrich Scherhar. In den Ratsurteilen erscheinen er und sein Bruder Hermann zuletzt am 23. August 1550, weil sie angeblich eine Schuld nicht beglichen hätten, was der Kläger jedoch nicht beweisen konnte. Nach einer Eintragung in den Wochenbüchern der Marienkirche starb Johann Wigerinck in der fünften Woche nach Weihnachten 1562, also Ende Januar 1563.

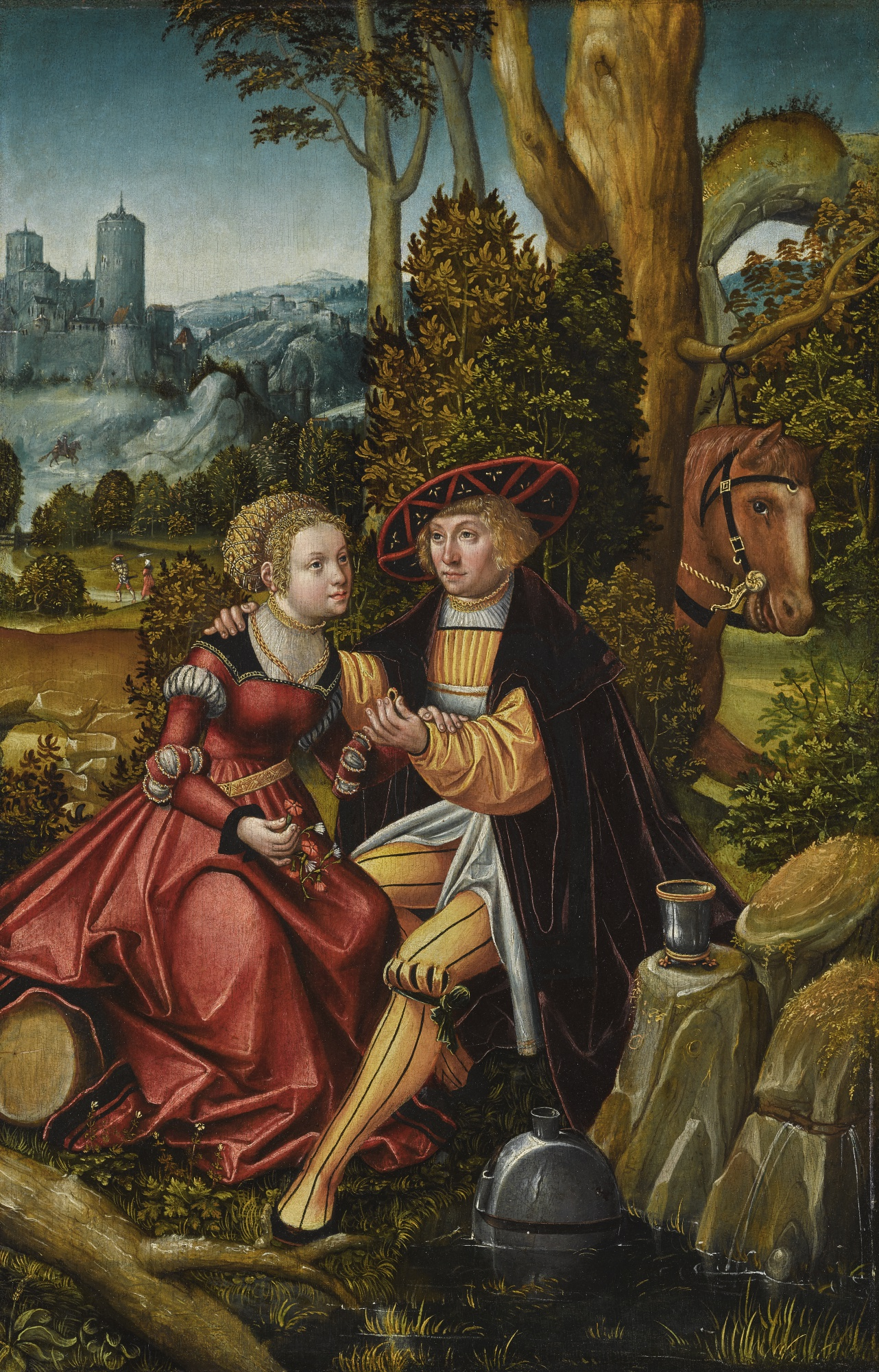
Hans Kemmers Die Liebesgabe zeigt Wigerinck vermutlich mit seiner zweiten Frau Agneta Kerckring.

## Familie
Wigerinck war zweimal verheiratet. Seine erste Frau Margarete Possick, die Tochter des Livlandfahrers Peter Possick/Possyck, heiratete er um 1525. Possick gehörte zu den wichtigsten Kaufleuten in Lübeck, war Geschäftspartner von Godart Wigerinck gewesen und wie sein Schwiegersohn Mitglied der Greveradenkompanie. Er war wie Johann Wigerincks Vater Mitbegründer des St.-Annen-Klosters, wo sein Name und Wappen im Refektorium erhalten ist. Eine weitere seiner Töchter war mit Lambert von Dalen verheiratet, der später zu den schärfsten Gegnern Wullenwevers gehörte. Wigerincks erste Frau starb vor 1529. In diesem Jahr heiratete er Agneta Kerckring, eine Tochter des 1516 verstorbenen Ratsherrn Johann Kerkring und Schwester des Ratsherrn Hinrich Kerckring. Kinder sind aus beiden Ehen nicht bekannt.
Er wohnte im Haus Braunstraße 4/Schüsselbuden 20, dem Nachbarhaus von Claus Lüdinghusen (Schüsselbuden 18). Später gehörte dieses Haus dem Kaufmann Gerd Reuter, der es mit einer neuen Renaissance-Fassade mit Terrakotta-Skulpturen von Statius von Düren versehen ließ, die bei dem Abbruch des Hauses 1879 gerettet und in die Fassade des Hauses Musterbahn 3 integriert wurden. Zusätzlich besaß er zeitweise mehrere weitere Immobilien in der Stadt, darunter ein Haus in der Breiten Straße aus der Mitgift seiner ersten Frau und eins in der Schmiedestraße, das seine zweite Frau in die Ehe einbrachte.

## Gemälde
Wie sein Vater förderte Johann Wigerinck die in Lübeck ansässigen Maler durch Aufträge. 1525, vermutlich im Umfeld seiner ersten Eheschließung mit Margarete Possick, ließ er sich von Jacob van Utrecht porträtieren. In den oberen Ecken des Bildes sind die Wappen von Wigerinck und Possick abgebildet. Wigerinck ist mit einem Rosenkranz vermutlich aus Korallen dargestellt, was darauf schließen lässt, dass er zu dieser Zeit noch ganz dem Glauben seines Vaters anhing. Das Porträt kam später in die Sammlung der Freiherren von Fürstenberg auf Schloss Herdringen und ist heute als Dauerleihgabe im LWL-Museum für Kunst und Kultur in Münster zu sehen.
Vermutlich anlässlich Wigerincks zweiter Eheschließung 1529 mit Agneta Kerckring schuf Hans Kemmer um 1530 das Bild Die Liebesgabe, das 2018 bei Sotheby’s für die Lübecker Museen erworben werden konnte. Anders als bei förmlichen Verlöbnisbildern dieser Zeit üblich, stellt Kemmer eine romantische Szene dar: Das Paar in reicher, modischer Kleidung sitzt in einer idealisierten Gebirgslandschaft, die nicht die geringste Ähnlichkeit mit der Lübecker Umgebung hat. Die junge Frau, wahrscheinlich Wigerincks Braut Agneta Kerckring, hält einen begonnenen Kranz aus Nelken und Gänseblümchen in der Hand. Beide Blumen sind als mittelalterliche Symbole für die Jungfrau Maria Hinweis auf Jungfräulichkeit und als solche auch in traditionellen Verlöbnisporträts häufig anzutreffen, die Nelke galt zudem als Symbol für eheliche Liebe. Der goldene Ring, den als Johann Wigerinck zu erkennende Mann seiner Braut überreicht, befindet sich genau im Mittelpunkt des Gemäldes. Zu ihren Füßen steht eine bauchige Flasche im Wasser, um den Wein zu kühlen. Neben ihm steht ein Silberbecher mit drei Füßen und Goldverzierung. Das Pferd hinter dem Baum ist möglicherweise ein Verweis auf das Gemälde Das Urteil des Paris des älteren Lucas Cranach, dessen Werkstatt Kemmer angehört hatte. Wigerinck wird damit als derjenige dargestellt, der sich für die Schönste entscheidet. Eine erstaunliche Ähnlichkeit existiert auch Cranachs Darstellung des sechsten Gebots („Du sollst nicht ehebrechen“) von der Gebotetafel von 1516, in dem hinter einem weit weniger züchtigen Paar ein gehörnter Teufel erscheint. Kemmers Gemälde erscheint dabei als Antitypus und Verbildlichung der ehelichen Treue.

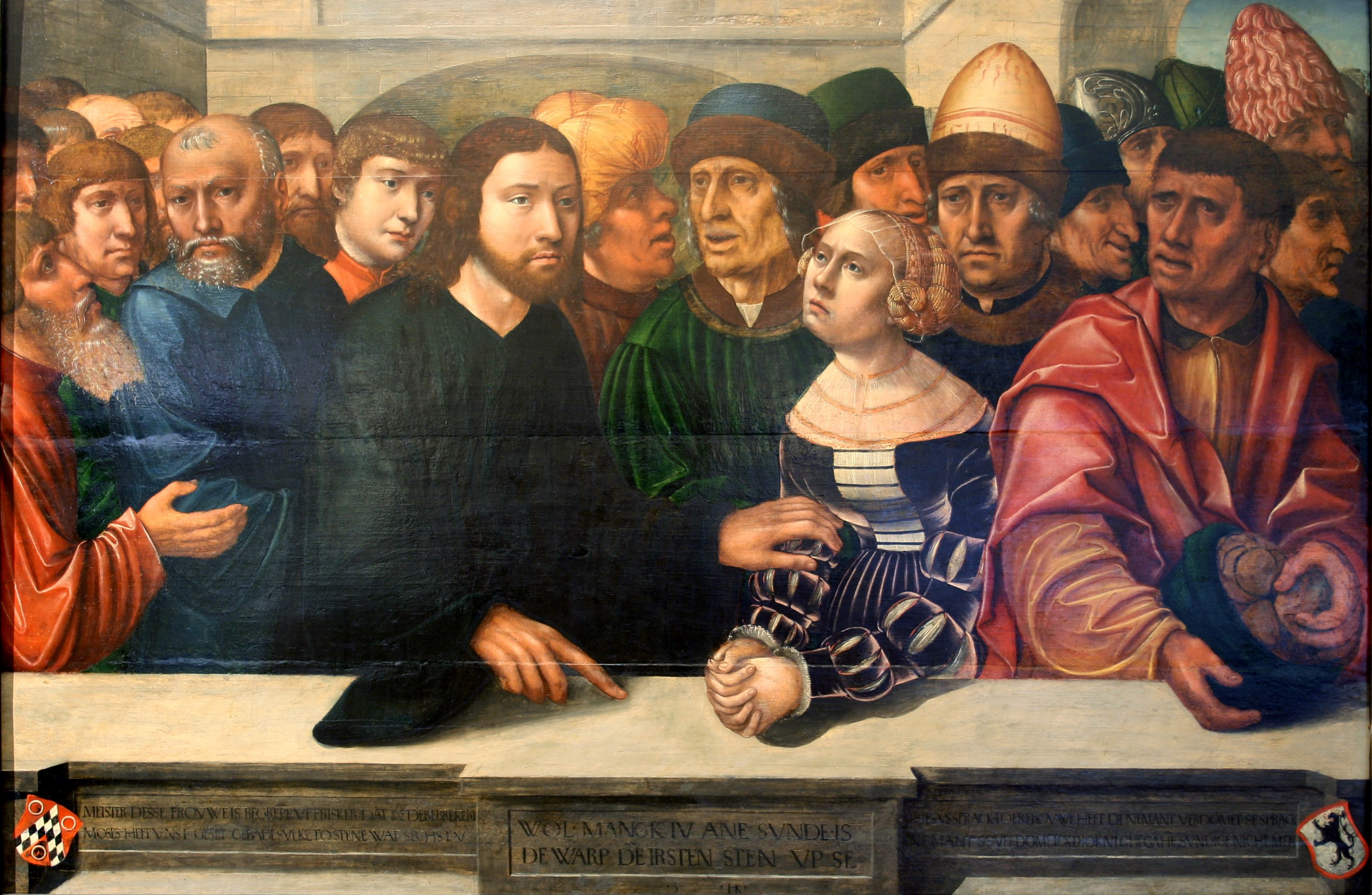
Hans Kemmer: Christus und die Ehebrecherin (1530) mit den Wappen Wigerinck (links) und Kerckring (rechts)

1530 gab Wigerinck bei Hans Kemmer das reformatorische Programmbild Christus und die Ehebrecherin in Auftrag, heute im St.-Annen-Museum. Christoph Emmendörffer wertet das Bild als „Inkunabel evangelischer Kunst in Lübeck“. Er vermutet in seiner Monographie zu Hans Kemmer, dass dieser Wigerinck in dem hinter Jesus stehenden bartlosen Jünger Johannes porträtiert hat.